# Pi Herculis
Pi Herculis (π Her) – gwiazda w gwiazdozbiorze Herkulesa (wielkość gwiazdowa 3,18m), odległa o 377 lat świetlnych od Słońca.

## Charakterystyka
Pi Herculis to jasny olbrzym należący do typu widmowego K3. Obliczony na podstawie wielkości obserwowanej i odległości promień tej gwiazdy to 72 promienie Słońca, ale bezpośredni pomiar rozmiaru kątowego daje wynik 55 (w świetle widzialnym) do 66 promieni Słońca (w podczerwieni). Przyczyna tej rozbieżności nie jest znana, przypuszczalnie wiąże się z błędami w uwzględnieniu emisji w podczerwieni. Masa gwiazdy jest 4,5 raza większa niż masa Słońca. Gwiazda rozpoczęła życie na ciągu głównym około 140 milionów lat temu, jako błękitna przedstawicielka typu widmowego B5. Wykazuje pewną zmienność prędkości radialnej o okresie 613 dni, która może wiązać się z obecnością niewidocznego towarzysza, brązowego karła o masie co najmniej 27 MJ odległego o 3 au, powolnym obrotem ukazującym plamy, bądź nieradialnymi pulsacjami gwiazdy. Z tych trzech możliwości pulsacje są uznawane za najbardziej prawdopodobną przyczynę zmienności.